# Войлойтеюган
Войлойтеюган (устар. Вой-Лойте-Юган) — река в России, протекает по Берёзовскому району Ханты-Мансийского АО. Устье реки находится в 12 км по правому берегу реки Ун-Ампъюган. Длина реки составляет 17 км. В 1 км от устья, по правому берегу реки впадает река Ай-Амп-Юган.

## Данные водного реестра
По данным государственного водного реестра России относится к Нижнеобскому бассейновому округу, водохозяйственный участок реки — Северная Сосьва, речной подбассейн реки — Северная Сосьва. Речной бассейн реки — (Нижняя) Обь от впадения Иртыша.
Код объекта в государственном водном реестре — 15020200112115300029289.